# نیاگربه‌زبادان
نیاگربه‌زبادان (به لاتین: Viverravidae) ("نیاکان گربه‌زبادان") یک خانواده منقرض‌شده تک‌تبار از پستانداران از بالاخانوادهٔ منقرض‌شده گربه‌زبادواران (Viverravoidea) در کلاد گوشت‌خوارریختان است که از آغاز پالئوسن تا پایان ائوسن در آمریکای شمالی، اروپا و آسیا می‌زیستند. زمانی تصور می‌شد که آنها نخستین گوشت‌خواران و اجدادی جانداران زنده هستند، اما اکنون بر اساس ریخت‌شناسی جمجمه، خارج از راستهٔ گوشت‌خواران به‌عنوان خویشاوندان (گروه تاج) با گوشت‌خواران موجود قرار گرفته‌اند.